# Leptobrachium rakhinensis
Leptobrachium rakhinensis é uma espécie de anfíbio anuros da família Megophryidae. Está presente em Myanmar. A UICN classificou-a como em perigo de extinção.